# Аарджа
Аарджа — колишнє рудне підприємство, яке діяло на півночі Оману.
Розробка мідного родовища Аарджа почалась в 1988 році та велась відкритим методом. Видобута руда спрямовувалась на збагачувальну фабрику в Ласайлі.
У 1994-му розробка припинилась, при цьому за час діяльності рудника тут видобули 2,6 млн тонн руди зі вмістом міді близько 1,4 %.
Проєктом опікувалась оманська державна компанія Oman Mining Company (OMCO).